# Motsart i Saleri
Mozart i Salieri (en rus, Моцарт и Сальери, Motsart i Saleri, en transliteració ISO 'Mocart i Sal'eri) és una òpera en un acte i dues escenes amb música de Nikolai Rimski-Kórsakov i llibret en rus del mateix compositor, basat en el drama en vers homònim d'Aleksandr Puixkin de 1830. Es va estrenar el 7 de desembre de 1898 al Teatre Solodovnikov de Moscou.
La història segueix la llegenda que explica que Antonio Salieri va enverinar a Wolfgang Amadeus Mozart per gelosia de la seva música. Rimski-Kórsakov va incorporar cites del Rèquiem i Don Giovanni de Mozart a la partitura. Richard Taruskin ha situat aquesta òpera en el context històric del desenvolupament de la tradició realista en l'òpera russa.